# Lauro de Freitas
Lauro de Freitas là một đô thị thuộc bang Bahia, Brasil. Đô thị này có diện tích 59,905 km², dân số năm 2007 là 145831 người, mật độ 2434,4 người/km².